# High & hungrig 2
High & hungrig 2 ist das zweite Kollaboalbum der deutschen Rapper Bonez MC und Gzuz. Es erschien am 27. Mai 2016 über das Label Auf!Keinen!Fall!, der Vertrieb wurde von Universal Music übernommen. Das Album ist Nachfolger des 2014 veröffentlichten Albums High & hungrig, knapp sieben Jahre später folgte 2023 mit High & hungrig 3 der dritte Teil.

## Hintergrund
Nachdem im Mai 2014 der erste Teil von High & hungrig erschienen war, wurde im März 2016 der Nachfolger angekündigt. Anfang April wurde dann die Tracklist mit den jeweiligen Features bekanntgegeben. High & hungrig 2 erschien in drei verschiedenen Versionen: als normale Standard Edition, als iTunes-Edition inklusive Instrumentals sowie als Limited Deluxe Box. Die Box beinhaltet das Album als CD, die Instrumentals, die Bonus-EP Nebensache des 187 Strassenbande-Rappers Sa4, Blättchen, Schlüsselanhänger, Grinder, Sticker sowie mehrere Zip-Bags.

## Produktion
High & hungrig 2 sowie die Bonus-EP wurden, wie bei Releases der 187 Strassenbande üblich, komplett von Jambeatz produziert. Auch das Mixing wurde von Jambeatz zusammen mit Bonez MC übernommen. Die Cuts kommen von DJ Chino, das Mastering übernahm das Roboton Studio.

## Covergestaltung
Das Albumcover zeigt Gzuz und Bonez MC, die beide einen bunt gestreiften Pullover tragen. Gzuz telefoniert, während Bonez MC einen Schuh in den Händen hält. Das Cover wurde vom Künstler Bobby Analog gestaltet und ist an die Sitcom Der Prinz von Bel-Air angelehnt.

## Gastbeiträge
Auf sieben Liedern des Albums sind neben den Protagonisten weitere Künstler vertreten. Auf Legendär sind die Rapper Capuz und Sa4 zu hören, während letzterer zusätzlich an Unser Park beteiligt ist. Hauptsache laut ist eine Zusammenarbeit mit dem Rapper Hanybal und auf Alles okay tritt der Rapper Kontra K in Erscheinung. Des Weiteren ist LX auf Optimal vertreten, der Rapper Maxwell auf Model und Einfach weiterfliegen. Auf der Bonus-EP des Boxsets sind neben dem Hauptinterpreten Sa4 auf dem Titel Bombay Sa4 Escobaba39 und Aka Ilo als Gastmusiker vertreten.

## Titelliste
| #  | Titel                 | Interpreten              | Produzent | Länge |
| -- | --------------------- | ------------------------ | --------- | ----- |
| 1  | Intro                 | Bonez MC & Gzuz          | Jambeatz  | 2:55  |
| 2  | Wolke 7               | Bonez MC & Gzuz          | Jambeatz  | 2:36  |
| 3  | Legendär              | Gzuz, Sa4 & Capuz        | Jambeatz  | 3:55  |
| 4  | Meine Couch           | Bonez MC & Gzuz          | Jambeatz  | 3:43  |
| 5  | Optimal               | Gzuz & LX                | Jambeatz  | 2:42  |
| 6  | Hauptsache laut       | Bonez MC & Hanybal       | Jambeatz  | 3:47  |
| 7  | Alles okay            | Gzuz & Kontra K          | Jambeatz  | 2:38  |
| 8  | Das Gefühl            | Bonez MC & Gzuz          | Jambeatz  | 3:00  |
| 9  | Unser Park            | Bonez MC, Gzuz & Sa4     | Jambeatz  | 4:06  |
| 10 | Blättchen und Ganja   | Bonez MC & Gzuz          | Jambeatz  | 3:21  |
| 11 | Oh weia               | Bonez MC & Gzuz          | Jambeatz  | 2:54  |
| 12 | Model                 | Bonez MC, Gzuz & Maxwell | Jambeatz  | 2:49  |
| 13 | Rum Cola              | Bonez MC & Gzuz          | Jambeatz  | 2:32  |
| 14 | Wiederbelebt          | Bonez MC & Gzuz          | Jambeatz  | 2:59  |
| 15 | Einfach weiterfliegen | Bonez MC, Gzuz & Maxwell | Jambeatz  | 3:57  |

Nebensache – EP des Boxsets von Sa4:
| # | Titel         | Gastmusiker         | Produzent | Länge |
| - | ------------- | ------------------- | --------- | ----- |
| 1 | Intro         |                     | Jambeatz  | 1:12  |
| 2 | Ghettotourist |                     | Jambeatz  | 2:35  |
| 3 | Sanduhr       |                     | Jambeatz  | 2:29  |
| 4 | Bombay Sa4    | Escobaba39, Aka Ilo | Jambeatz  | 2:21  |
| 5 | Erichstrasse  |                     | Jambeatz  | 2:16  |
| 6 | Alte Schule   |                     | Jambeatz  | 2:44  |

## Chartplatzierungen und Singles
High & hungrig 2 stieg am 3. Juni 2016 auf Platz 1 der deutschen Albumcharts ein und konnte sich insgesamt 36 Wochen in den Charts halten. In Österreich und der Schweiz erreichte das Album jeweils Position 2.
In den deutschen Album-Jahrescharts 2016 belegte das Album Rang 20 und in den HipHop-Jahrescharts Platz 5.
| ChartsChartplatzierungen | Höchstplatzierung | Wochen |
| ------------------------ | ----------------- | ------ |
| Deutschland (GfK)        | 1 (36 Wo.)        | 36     |
| Österreich (Ö3)          | 2 (6 Wo.)         | 6      |
| Schweiz (IFPI)           | 2 (8 Wo.)         | 8      |

| ChartsJahrescharts (2016) | Platzierung |
| ------------------------- | ----------- |
| Deutschland (GfK)         | 20          |

Im März 2016 erschien mit Optimal das erste Musikvideo, weitere Videos folgten zu den Liedern Intro und Meine Couch. Nach Albumveröffentlichung schafften es insgesamt zehn Lieder des Albums in die deutschen Single-Charts.
Die Lieder Optimal sowie Blättchen und Ganja wurden in Deutschland jeweils mit einer Goldenen Schallplatte für mehr als 200.000 verkaufte Einheiten ausgezeichnet.

## Verkaufszahlen und Auszeichnungen
Im Jahr 2016 wurde das Album mit einer Goldenen Schallplatte für mehr als 100.000 verkaufte Einheiten in Deutschland ausgezeichnet, bevor es im September 2019 für mehr als 200.000 verkaufte Einheiten eine Platin-Schallplatte erhielt.
| Land/Region        | Auszeichnungen für Musikverkäufe (Land/Region, Auszeichnung, Verkäufe) | Verkäufe |
| ------------------ | ---------------------------------------------------------------------- | -------- |
| Deutschland (BVMI) | Platin                                                                 | 200.000  |
| Insgesamt          | 1× Platin ·                                                            | 200.000  |

## Rezeption
| Professionelle Bewertungen | Professionelle Bewertungen |
| -------------------------- | -------------------------- |
| Kritiken                   |                            |
| Quelle                     | Bewertung                  |
| Juice                      | [ 12 ]                     |
| Backspin                   | [ 13 ]                     |
| laut.de                    | [ 14 ]                     |

Das Album erhielt nach der Veröffentlichung überwiegend positive Kritiken. Für Backspin ist High & hungrig 2 ein „Vorzeigebeispiel für deutschen Straßenrap.“
Zudem wird die im Vergleich zum Vorgänger positive Entwicklung gelobt: „Die Produktion wirkt runder, der Rap pointierter und besonders Bonez MC besticht durch Flow-Variation.“ In einer Bewertung kommt das Album auf 8,5 von 10 Punkten.
Laut.de gab dem Album vier von fünf möglichen Punkten und Autor Marvin Müller stellte fest, dass Bonez MC & Gzuz „auch 2016 auf ihre Stärken [setzt]: Sie bleibt roh, ungeschönt und auf die Fresse.“ Gleichzeitig wird aber auch angemerkt, dass das Album auch den Eindruck hinterlassen würde, dass noch Luft nach oben sei. Der Autor lobt weiterhin die Stücke Blättchen und Ganja sowie Rum Cola, in dem Bonez MC mit dem Genre Dancehall liebäugelt.